# Mangor
Mangor és un poble de Madhya Pradesh al peu d'unes muntanyes. Fou l'escenari de la batalla de Mangor lliurada el 29 de desembre de 1843 entre el general britànic Grey i els marathes; aquestos darrers foren derrotats amb fortes pèrdues i la seva munició i artilleria fou capturada; els britànics van tenir 35 morts i 182 ferits.